# 熱帶低氣壓奧林 (2009年)
熱帶低氣壓奧林（英語：Tropical Depression Auring）前身的熱帶擾動在2008年12月30日晚於菲律宾马尼拉東南方形成。在接下來的幾天裏，該擾動逐漸發展，直到1月3日早上，菲律賓大氣地球物理和天文服務管理局（PAGASA）和日本氣象廳（JMA）報告指，擾動已經增強並成為本季首個熱帶低氣壓，菲律賓大氣地球物理和天文服務管理局將該低氣壓命名為奧林。由於該低氣壓進入一片垂直风切变較高的區域，它並無進一步發展，並且在1月5日晚上，隨著斜压帶靠近奧林，它被菲律賓大氣地球物理和天文服務管理局降級為低氣壓區，日本氣象廳在翌日跟隨，聯合颱風警報中心亦宣佈奧林已消散。
來自奧林的大雨在菲律賓東部引發嚴重的水災，造成兩人死亡，另有九人失蹤。共有305所房屋被摧毀，另有610所房屋受損。此外，估計有53公頃的水稻和3.5公頃的玉米遭到破壞。大約43,851人受該低氣壓的影響，損失估計為2300萬菲律賓披索（49萬美元）。

## 氣象歷史
2009年1月1日晚上，聯合颱風警報中心（JTWC）報告指，在菲律宾马尼拉東南方約730公里處，在過去48小時內持續存在着一深層大氣對流區域。深層對流在弱低層環流中心的北象限發展。一道副熱帶高壓脊有助引導擾動移動，並提供良好的外流以及低至中等的垂直风切变。然而，由於擾動正進入一個垂直風切變較高的區域，預計該低氣壓不會在48小時內發展成明顯的熱帶氣旋。在接下來的48小時內，擾動逐漸發展，日本氣象廳（JMA）和菲律賓大氣地球物理和天文服務管理局（PAGASA）在1月3日早上報告指，它已成為本季的首個熱帶低氣壓，菲律賓大氣地球物理和天文服務管理局給予名稱奧林（Auring），當時該低氣壓位於菲律賓棉兰老岛苏里高以東約140公里處。儘管身處強烈垂直風切變的區域，但極向分流推動深層對流，使低層環流中心仍能開始鞏固並促使上述機構作出此升格。在接下來的幾天裏，隨著奧林向東移動，乾空氣開始進入其低層環流中心，在達到風力時速55公里（10分鐘持續）及氣壓1006百帕／毫巴的最高強度後便開始減弱。隨着斜压帶在1月5日晚上靠近該低氣壓區，使垂直風切變增強並使其流出受到阻塞，菲律賓大氣地球物理和天文服務管理局將該低氣壓降級為低氣壓區。然而，日本氣象廳繼續對該低氣壓發出警告，直到翌日清晨，聯合颱風警報中心和日本氣象廳均宣佈該低氣壓已消散。

## 防災措施及影響

1月3日的熱帶低氣壓奧林

在被歸類為熱帶低氣壓後，菲律賓大氣地球物理和天文服務管理局向薩馬島、莱特岛、卡莫特斯群島、北苏里高省、锡亚高岛及迪纳加特岛發佈一號風暴信號，預計風速達每小時60公里會影響這些地區。三小時後，比利蘭島也接獲風暴信號。1月4日，隨着奧林轉向並移離菲律宾，除了東薩馬省，所有信號都被解除。東薩馬省的風暴信號在翌日早上亦解除。
來自奧林的大雨引發菲律賓東部省份的水災。共有38,764人疏散以避過洪水。降雨導致卡加延河水位上漲，導致金古格一名12歲男童死亡。在宿霧省塔里薩伊市，一名27歲女子被奧林產生的強風吹倒的鋼絲觸電身亡。另外九人，都是兒童，被列為失蹤。由於低氣壓造成的危險情況，約有12,211人被困在港口。另有14輛貨車、44輛輕型汽車、75輛客車、27艘船舶和295輛滾裝貨車也被滯留。嚴重的水災摧毀305座房屋，其中199座位於卡加延德奧羅，另有610所房屋受損。估計有53公顷的大米和3.5公頃的玉米農地受損。大約43,851人受風暴影響，主要在卡加延河沿岸。1月7日，奧林的殘留再次為受水災影響的地區帶來大雨，引發多宗山泥傾瀉，道路被堵塞且電線受損，導致卡坦端内斯省部分地區斷電數小時。低氣壓造成的損失估計為2300萬菲律賓披索（49萬美元），另估計有5,000戶家庭無家可歸。

## 善後
锡亚高岛的嚴重水災導致當局發佈災難狀態。除了錫亞高島的災難狀態外，卡加延德奥罗市內的16個村莊亦被宣佈為災區。在奧林吹襲後，菲律賓社會福利與發展部為受災地區提供家庭食品包及援助，價值372,760菲律賓披索（7,940美元）。如有需要，當局可提供價值292,189.11菲律賓披索（6,220美元）的救濟金、價值77,431.2菲律賓披索（1,650美元）的食品庫存和價值413,568菲律賓披索（8,810美元）的非食品物件。當局亦向伊利甘無家可歸的居民提供估計為113萬菲律賓比索（2.4萬美元）的援助。
羅賓遜超市（Robinson's Supermarket）捐贈出97包米粉、77包菲式炒麵、525包线面及208罐粗盐腌牛肉；卡加延德奧羅酒店和餐廳協會捐贈12袋麻布；雀巢提供51盒美祿；菲律賓穀物零售商聯合會送出30袋大米；國家輸電公司提供九箱什錦罐頭；國際扶輪3870區捐贈六袋大米、一箱舊衣服及40條麵包；中心扶輪社提供50箱雜貨及食品；SM卡加延德奧羅捐贈180個家庭食品包；藥房提供一盒什錦藥；澤維爾莊園天主教團體送來各式各樣的衣服及食品盒；菲律賓邦博電台捐贈三箱瓶裝水及各種食品，而提供36袋大米、18盒沙丁魚及38盒麵條。

## 外部連結
- 聯合颱風警報中心，存于
- 菲律賓大氣地球物理和天文管理局——來自菲律賓的熱帶氣旋資訊，存于
- 日本氣象廳——熱帶氣旋資訊，存于